# ハイターE
ハイターE（ハイター・イー）は、かつて花王株式会社が販売していた、一般用塩素系漂白剤である。ハイターシリーズのひとつで、塩素臭がしない漂白剤として発売されていた。

## 概要
同社の販売している塩素系漂白剤「ハイター」は、漂白力や除菌力が強い反面、ツンとする独特の塩素臭があった。
これを理由に利用を敬遠する主婦、特にヤングミセスが増加し、ハイターの売れ行きは横ばいとなっていた。
そこで、花王の漂白剤研究グループは、塩素臭のない塩素系漂白剤を研究。ハイターEと名付けられたそれは花王川崎工場で1984年10月1日より生産開始し、1984年11月に発売を開始した。
従来のハイターと区別するため、縦長の1,000ミリリットルボトルを採用。ボトルの色は白とし、スカイブルーのラベル、製品名「ハイター」の文字を紺、「E」の文字は赤で記載。ラベル上面には、塩素臭のツンとした臭いがしないことを強調。従来のハイターに書かれている「シミ黄ばみが消えて真っ白に」の文字は、小さく左下に書かれた。
その後、その独特の形状をしたボトルが扱いにくいこと、また容量が中途半端であるなどして、1986年5月にマイナーチェンジをした。ボトルの形状は従来のハイターのものを踏襲し、容量も600ミリリットルと1,500ミリリットルの2種類用意した。ラベルも当初は従来製品に近い形とされていたが、1987年6月の価格改定と同時に、ラベルもまたマイナーチェンジをした。
これにより表記が、従来のハイターのラベルと似た形になった。この時はハイターと同じく、「花王」の文字とギザギザの中に書かれている「真っ白に」の文字が、商品名の上に入り、「E」の文字が小さくなっていた。また「ニオイがツンとこない」の文字が商品名の下に移り、「ツン」の文字が黄色く強調された。このほか、商品名の囲みも青とピンクになって、商品のさわやかさがアピールされた。なお、「ハイター」の文字は、発売当初から丸みを帯びたものである。
ハイターE発売開始4年後の1988年に、フローラルな香りのする塩素系漂白剤が開発され、これにより改良品として香りハイターが発売され、一般品としてのハイターEは、店頭から姿を消した。
なお業務用としては、花王プロシリーズの商品として販売されている。容量は5キログラム入りで、ラベルは二代目の物が使用されている。
初期のボトルと同じ形のものが、台湾花王で発売されている漂白剤、新奇漂白水に使われている。ただし色は日本のハイターで使用されているスカイブルーで、ラベルもそれに近い。

## 他社の動き
ひとつの商品が新発売されると、類似商品が出る動きがある。しかし、この塩素臭のしない漂白剤に関しては特殊なものであったようで、完全な競合会社のライオンが類似商品のブライトアップを発売しただけで終わっている。

## テレビコマーシャル
ハイターEは新しい形の漂白剤だったことから、宣伝には力が入れられていた。
制作されたテレビコマーシャルは3本。
その内容は以下の通り。
- 新発売時「新婚カップル編」

販売ターゲットとしてヤングミセスを中心としていたことから、登場人物を新婚カップルとした。
CMの流れは、夫が黄ばんだ下着を見て、「ハイター漂白してほしいなぁ」と言うと、妻が「だって、ツンとしたニオイが嫌なんだもん」と言う会話から始まる。
その後、洗濯のときハイターEを使用する場面に変わる。ニオイを嗅ぐとツンとした塩素臭のニオイが無いと分かり、笑顔になりそのまま使用、その後黄ばみの漂白イメージ画像となる。
そして上下共に白のトレーナーを着用した二人が、体操しながら人文字のEを作り、最後に、妻役の女性が、気分良く「いい気分で、ハイター漂白ねっ」と言う、明るいセリフで終わる。
このときのキャッチフレーズは「白がいい・ニオイがいい・ハイターE」だった。つまりいい気分のいいとハイターEのEを、もじったフレーズだった。また、黄ばみの漂白イメージ画像は、1976年頃に、ハイターのCMで使用された物が、そのまま使われた。
- 2作目「主婦の呟き編」

登場人物は主婦役の女性一人。販売ターゲットは引き続きヤングミセスとされている。
CMの流れは、洗濯した後、洗い終えた、シャツとブリーフを見比べながら、「良く洗っているのに、黄ばみって取れないものね」と、一人ため息をつく。
その後着用ごとに洗濯をしたシャツ・ブリーフ・靴下の1日目と90日目のものを比較した画像を映し、時間と共に黄ばみが進行することを強調。商品と漂白イメージが映され、さらに漂白した90日目のシャツが、1日目のものと比べられ、白くなることをアピール。この漂白イメージは一新されている。
そして再び主婦役の女性が、漂白したシャツを見ながら、「漂白すれば白くなるんだ」と言う。その後漂白したワイシャツやシーツも、笑顔で見比べ、最後に洗濯機の前で、商品の特徴を強調したセリフ「ツンとしたニオイがないから使いやすいの」と言いながら、洗濯機に漂白剤を入れるしぐさをする。このときのキャッチフレーズ「お洗濯2回に1度は」漂白剤を使おうと言う宣伝だった。
このCMはボトル形状の変更前に作られ、変更後も同内容で放送された。すぐに最後の場面が撮り直されたため、主婦役の女性のヘアースタイルが変わってしまい、また動きにも変化があったという、ちぐはぐなCMになってしまった。
- 3作目「母と子供編」

3作目はラベルのマイナーチェンジにより制作された。漂白剤CMの原点回帰だったのか、洗剤のCMで使われる母と子の設定。子供のみの登場は1976年のハイターのCMだったが、今回は母親役の女性と4歳から6歳ぐらいの男の子の設定だった。また母親役の女性は、前作と同じ女性だった。
CMの流れは、まず男の子が気持ちよく、着替える場面から始まる、シャツを着て笑顔を見せた後、母親が「あれっ」と驚き、その後男の子が着用していたパンツ（男児ブリーフ）が黄ばんでいるのに気づき、パンツを指差しながら「黄ばんでる」という、そのときパンツがアップで映される、続けて母親は「おろしたてと比べると、こんなに違うのね」と、真っ白なシャツと黄ばんだパンツを、指差しながら比べる。子供はこの時頭を項垂れる。母親役の女性はカメラ目線。
その後母親がパンツや他の白物と一緒に、ハイターEで浸け置き漂白をする場面と、漂白イメージが映される。その後漂白したパンツとシャツを比べ、そして母と子が笑顔で見つめあう。この時母親は「まーっ」と言って一呼吸置いた後「白くなるものねー」と言う、（真っ白くなるものね）と、もじったセリフの後、白の靴下とシーツを持ちながら、「こまめに、ハイターEしなくちゃ」と言い、CMは終わる。
この時使われた、黄ばみの漂白イメージ画像は、前作と同じだった。また商品特徴も、「ニオイがさわやかです」と「ニオイがツンとこない」の、二つのテロップが出た。